# 多棘單線魚
多棘單線魚，為輻鰭魚綱鮋形目六線魚亞目六線魚科的其中一種，為亞熱帶海水魚，分布於東太平洋阿拉斯加科迪亞克島至墨西哥下加利福尼亞海域，棲息深度可達49公尺，體長可達25公分，為底棲性魚類，棲息在沿岸岩石底質水域、潮間帶，以甲殼類、多毛類、苔蘚蟲等為食。